# Kanyawee Songmuang
Kanyawee Songmuang (tiếng Thái: กัญญาวีร์ สองเมือง, phiên âm: Can-da-vi Song-mương, sinh ngày 21 tháng 7 năm 1996) còn có nghệ danh là Thanaerng (ต้าเหนิง), là một nữ diễn viên và người mẫu người Thái Lan. Cô được biết đến qua vai diễn Jane trong series phim học đường đình đám Tuổi nổi loạn (2014–2015) và Senior Secret Love: My Lil Boy (2016) .

## Tiểu sử và học vấn
Kanyawee Songmuang sinh ngày 21 tháng 7 năm 1996 tại tỉnh Roi Et, Thái Lan. Cô là người Thái gốc Hoa.
Cô tốt nghiệp cấp 3 trường trung học Satree Suksa tại tỉnh Roi Et và theo học trường Cao đẳng Nghiên cứu Liên ngành, Đại học Thammasat, nơi cô theo học chương trình PPE..Trước đây, cô học tại Khoa Mỹ thuật và Ứng dụng Đại học Thammasat, Trung tâm Rangsit, Khoa Nghệ thuật và Thiết kế

## Sự nghiệp
Năm 2012, cô bắt đầu sự nghiệp giải trí khi tham gia "Miss Teen Thái Lan 2012". Cô từng tham gia "Siêu mẫu Thái Lan 2013".  Năm 2014, cô tham gia Hormons: The Next Gen và lọt vào Top 6.
Năm 2014, cô tham gia Hormones: The Next Gen và lọt vào Top 6. Sau đó, cô kí hợp đồng với công ty quản lý Nadao Bangkok và đóng vai Jane trong Tuổi nổi loạn 2. Cùng năm, cô đóng vai Thitima trong tập 10 của ThirTEEN Terrors (Ngôi trường ma ám).
Sự nghiệp của Thana phát triển trên phạm vi quốc tế khi cô đóng vai "Jane" trong hormone mùa 2 .  Cùng năm đó, cô đóng vai Thitima trong tập thứ 10 của ThirTEEN Terrors . Năm 2015, cô đóng lại vai "Jane" trong Hormons: The Final Season .  Năm 2016, cô đóng cùng Korapat Kirdpan trong Senior Secret Love với vai "Belle"
Năm 2018, cô đóng vai Kim trong phim Biến cố gia tộc.
Năm 2019, cô đóng vai Bamee trong phim Yêu chàng cấp cứu.
Ngày 25/12/2021, hợp đồng của cô với Nadao Bangkok kết thúc và cô trở thành diễn viên tự do.
Năm 2022, Thana đóng vai "Gyb" trong câu chuyện hai tập trong Good Old Days: Our Soundtrack , cùng với Vachirawit Chivaaree ,  và bài hát "Good Times" của cô trong OST của loạt phim đã được công chúng đón nhận nồng nhiệt.

## Đời tư
Từ năm 2016, cô hẹn hò với nam diễn viên, ca sĩ Krissanapoom Pibulsonggram (JJ).

## Các phim đã tham gia

### Phim điện ảnh
| Năm  | Tên gốc  | Vai | Đài      | Ghi chú  |
| ---- | -------- | --- | -------- | -------- |
| 2015 | May Who? | May | Apple TV | Nữ Phụ   |
| 2018 | Pretend  | Pat |          | Nữ Chính |
| 2023 | W        | TBA |          | Nữ Chính |

### Phim truyền hình
| Năm  | Tên gốc                               | Vai               | Đài                | Ghi chú          |
| ---- | ------------------------------------- | ----------------- | ------------------ | ---------------- |
| 2014 | Hormones: The Series 2                | Jane Mahatanorerk | GMM One GTH On Air | Nữ Phụ           |
| 2014 | ThirTEEN Terrors                      | Thitima           | GMM 25             | Nữ Chính, Tập 10 |
| 2015 | Hormones: The Series 3                | Jane Mahatanorerk | GMM One GTH On Air | Nữ Chính         |
| 2016 | Senior Secret Love: My Lil Boy        | Belle             | GMM One            | Nữ Chính         |
| 2016 | Senior Secret Love: My Lil Boy 2      | Belle             | GMM One            | Nữ Chính         |
| 2017 | The Cupids Series: Sorn Ruk Kammathep |                   | CH3                | Khách mời        |
| 2017 | Project S: Shoot! I Love You          | Fame / Em         | GMM 25             | Nữ Chính         |
| 2018 | Kiss Me Again                         | Sanson            | GMM 25             | Nữ Chính         |
| 2018 | i STORIES                             | Người pha chế     | LINE TV            | Nữ Phụ           |
| 2018 | In Family We Trust                    | Kim               | One 31             | Nữ Phụ           |
| 2019 | My Ambulance                          | Bamee             | One 31             | Nữ Phụ           |
| 2022 | Good Old Days                         | Gyb               | GMM 25             | Nữ Chính         |

### Truyền hình thực tế
| Năm  | Tên chương trình                      | Vai trò   | Đài            | Ghi chú      | Nguồn |
| ---- | ------------------------------------- | --------- | -------------- | ------------ | ----- |
| 2014 | Hormones: The Next Gen                | Khách mời | GMM One        |              |       |
| 2014 | 3 Zaaap                               | Khách mời | GMM OneCH3     |              |       |
| 2015 | Tuen Pai Dhamma                       | Khách mời |                | Tập 9, 60    |       |
| 2015 | High School Reunion                   | Khách mời | GMM 25         | Tập 76       |       |
| 2015 | Frozen Hormones                       | Khách mời | GMM OneLINE TV |              |       |
| 2015 | Talk with Toey Tonight                | Khách mời | GMM 25         | Tập 1, 102   |       |
| 2018 | Nadao's Vlog                          | Khách mời |                | Tập 3,4,8,13 |       |
| 2019 | 10 Fight 10 Season 1                  | Khách mời | Workpoint TV   | Tập 10       |       |
| 2020 | GoyNattyDream - Tell Me All About You | Khách mời |                | Tập 20       |       |
| 2020 | The Wall Song                         | Khách mời | Workpoint TV   | Tập 60       |       |
| 2021 | CCND                                  | Khách mời |                | Tập 3        |       |
| 2022 | Good Old Days: Special Interview      | Khách mời | GMMTV          |              |       |